# Boeremusiek

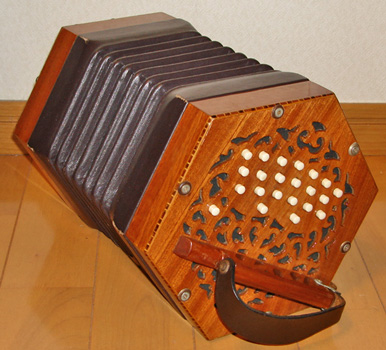
De concertina is een veelgebruikt instrument bij Boeremusiek

Boeremusiek is de benaming voor Afrikaner instrumentale volksmuziek. Net als de Afrikaners heeft de muziek zijn oorsprong in Europa.
De stijl heeft veel weg van bluegrass en wordt vaak in de vorm van een polka of wals gespeeld.

## Instrumenten
Instrumenten waarmee Boeremusiek gespeeld wordt zijn onder andere:
- Banjo
- Basgitaar
- Cello
- Concertina
- Contrabas
- Gitaar
- Klarinet
- Klavieraccordeon
- Mondharmonica
- Traporgel
- Ukelele
- Viool
- Zingende zaag